# Линейные корабли типа «Пенсильвания»
Линейные корабли типа «Пенсильвания» (англ. Pennsylvania) — тип линкоров флота США. Построено две единицы: «Пенсильвания» и «Аризона». Седьмая серия американских дредноутов и вторая серия линкоров «стандартного типа». Заложены после типа «Невада».

## Предыстория
Предыдущие линкоры типа «Невада» представляли возврат к старой схеме бронирования «всего или ничего», которая была отличительной чертой каждого последующего американского линкора. С учётом того, что дальность боя между кораблями растёт с увеличением калибров орудий ГК, система отошла от предыдущих решений, в которых использовались толстая, средняя и тонкая броня, и вернулась к идеям Барнаби с использованием только толстой брони для защиты жизненно важных частей корабля. Это система предусматривала, что на больших дистанциях бой будет вестись только бронебойными снарядами, которые могут быть остановлены только толстой бронёй, новизна состояло в том, что теперь считалось, что основная часть снарядов будут поражать палубу, а не борт. Поскольку средняя или тонкая броня служила только для взведения взрывателей снарядов, все прочие части надстроек не бронировались, что бы бронебойные снаряды пробивали их насквозь, нанося минимальные повреждения. Сократив число башен и уменьшив длину пояса, конструкторы смогли увеличить толщину и высоту главного пояса и резко усилить защиту броневой палубы от снарядов, падающих под большим углом. Начиная с «Невад», американские линкоры использовали исключительно нефтяное топливо.

## Конструкция

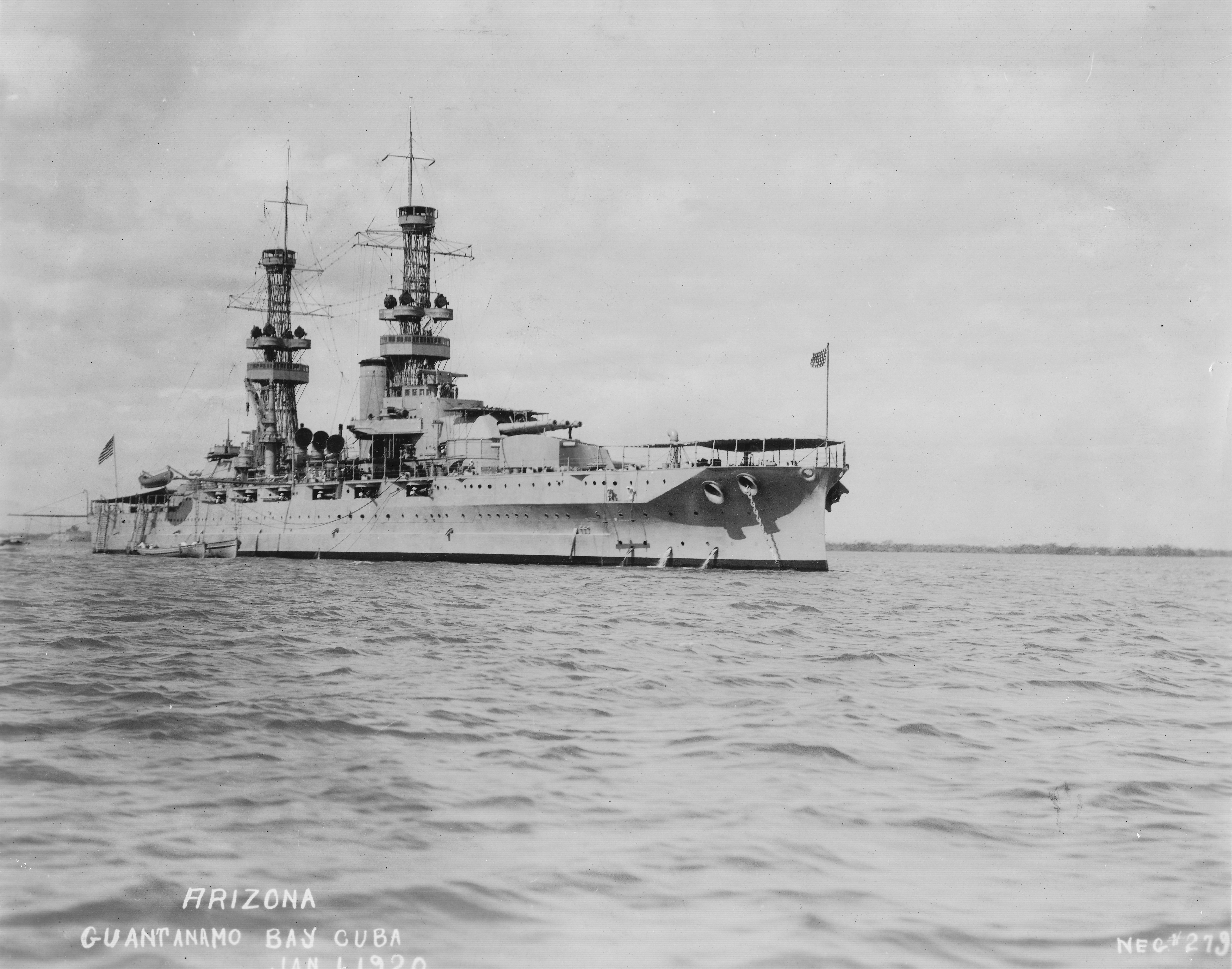
USS Arizona в Гуантанамо

Линейные корабли типа «Пенсильвания» были значительно крупнее, чем их предшественники, тип «Невада». Единственным ограничением размеров этих кораблей была возможность прохождения через шлюзы Панамского канала — ширина не должна превышать 32,33 м. Основным направлением при проектировании «Пенсильвании» было исправление недостатков, имеющихся в конструкции «Невады», а их было немало: невысокое качество брони, низкая кучность орудий ГК, низкое расположение противоминной батареи, недостаточная скорость — часть из них удалось исправить сразу, часть нет. Подкладкой под броню на «Аризоне» являлся цемент, который заменил дерево, применявшееся на «Пенсильвании». По сравнению с предыдущей серией линкоров, управляемость существенно улучшилась. Вместо 6 млн долларов на корпус и машины предыдущей серии, теперь закладывалась сумма 7,5 млн. Такое увеличение финансирования позволяло создать корабль на 10 % большего водоизмещения, усилив его артиллерию на 20 %, а эффективность защиты подводной части — вдвое.
Метацентрическая высота была избыточной и имела исключительно высокое значение: при нормальном водоизмещении составила 2,28 м, а при полном — 2,39 м. Что давало запас остойчивости, но провоцировало резкую бортовую качку. Корабли имели умеренную скорость в 21 узел, которая уже фактически стала стандартной эскадренной скоростью линейного флота США.

### Корпус
Они имели длину по ватерлинии 182,9 м, максимальную длину 185,3 м, ширину по ватерлинии 29,6 м, а также проектное углубление при полной нагрузке 8,9 м. Они были на 7,6 м длиннее, чем предшественники. Их проектные нормальное и полное водоизмещения были 31 900 т и 32 960 т, соответственно, фактическое стандартное 29 626 т, что более чем 4000 длинных тонн больше, чем у предыдущего типа, что делало их крупнейшими в мире. Корабли при полной нагрузке имел метацентрическую высоту 2,39 м. Корпус имел полные обводы, коэффициент общей полноты составлял 0,65, что было больше, чем у «Невады». По мидель-шпангоуту линкоры были практически прямоугольными — коэффициент полноты равнялся 0,976. Главным отличием был заметный развал носовых шпангоутов, в результате, линкоры меньше зарывались в волну. Благодаря четырёхвальной установке, несмотря на некоторое увеличение длины корпуса, корабли имели лучшую маневренность, чем тип «Невада» — минимальный диаметр циркуляции на скорости хода 20 узлов составлял 503 м против 571 м у «Оклахомы».

### Вооружение
Главный калибр линкоров составляли 12 356-мм/45 орудий с боекомплектом по 100 снарядов на орудие. «Пенсильвания» получила Mark1, «Аризона» — Mark 3 отличавшееся количеством скрепляющих колец и наличием лейнера. Орудия главного калибра были взаимозаменяемыми с орудиями главного калибра на линкорах типов «Техас» и «Невада» с момента ввода в строй до момента исключения из состава флота.
Все башни главного калибра сделали строенные, с общей люлькой и совместным вертикальным наведением, при этом на три орудия имелось всего два снарядных подъёмника — для экономии пространства и уменьшения численности башенной обслуги, что вело к ограничению скорострельности и к тому, что более половины снарядов хранились вертикально внутри роликового погона, а готовые к выстрелу — в самой башне на горизонтальной платформе позади орудий. При этом в англоязычной технической литературе эти башни обозначаются термином «triple» («строенные»), в отличие от обычного в таких случаях «three-gun» («трёхорудийные»). Плюсом строенных башен было то, что для вертикальной наводки всех трёх орудий башни требовался всего один наводчик. Максимальная дальность стрельбы — 19 300 м. Угол обстрела для каждой башни составлял 300°. Орудия располагались слишком близко друг к другу, расстояние между осями орудий 1,5 м.
В качестве противоминной артиллерии линкоры получили 127-мм орудия Mark 8 в количестве 22 штуки. Ствол орудия состоял из внутренней трубы, кожуха, цилиндра, казенника и одного скрепляющего кольца. Заряжание — картузное. Расположение орудий было в общем близким к схеме, принятой на предыдущей серии, но с отказом от неудачной кормовой установки в диаметральной плоскости; кроме того, четыре орудия были перенесены палубой выше. Главный недостаток — низкое расположение противоминной артиллерии — сохранился, преодолеть его, и то частично, смогли только на следующем типе линкоров. На этих линкорах изначально предусматривалась зенитная артиллерия из четырёх 76-мм орудий.

### Бронирование
Новая марка брони Class A — Mk 2, применённая на этих линкорах отличалась лучшими характеристиками. Выпускалась «Бетлехем Айрон Уоркс» и устанавливалась на все последующие «стандартные линкоры». Пояс состоял из одного ряда прямоугольных броневых плит, расположенных «вертикально». Главный пояс имел высоту 5,337 м, из них 2,647 м находилось выше конструктивной ватерлинии. Пояс имел максимальную толщину 343 мм, но на расстоянии 1,978 м от нижней кромки толщина плит начинала постепенно уменьшаться до 203 мм. Излом поверхности плиты (в месте начала её утоньшения книзу) располагался с внутренней стороны пояса, с наружной стороны плиты были гладкими. Пояс располагался на «шельфовых» полках, в подводной части корабля переход от броневого пояса к обычной обшивке был гладким. На уровне верхней грани пояса существовала «ступенька». Броневые траверзы имели толщину 330 мм вверху и 203 мм по нижней кромке. Кроме того, в кормовой оконечности, позади главного, имелся 203-мм пояс для защиты рулевых приводов, который с кормы замыкался 330-мм траверзом.
На основной настил палубы из 12,4-мм листов мягкой стали укладывалось два слоя плит из стали STS толщиной по 31,1 мм, то есть общая толщина броневой палубы составляла 74,7 мм. В кормовой части (позади цитадели) горизонтальная защита имела наибольшую толщину 155,6 мм для защиты рулевых приводов. Здесь в корму от кормового траверза практически на уровне ватерлинии проходила броневая палуба толщиной 112 мм STS поверх 43,6-мм мягкой стали.
Под главной броневой палубой располагалась противоосколочная палуба. Поверх настила палубы из 20-фунтовых (12,4 мм) листов мягкой сименс-мартеновской стали (МS) лежал один слой плит 40-фунтовой стали STS толщиной 24,9 мм, итоговая толщина составляла, таким образом, 37,3 мм, скосы этой палубы имели бронирование 49,8 мм: слой 60-фунтовой никелевой стали поверх 20-фунтового (12,4 мм) настила.

#### Конструктивная подводная защита
Ширина подводной противоторпедной защиты составляла 3,584 м. По сравнению с типом «Невада», она была значительно усилена. Конструкция защиты включала двойной борт, затем пустой отсек, далее следовала противоторпедная переборка, выполнявшая роль внутреннего подводного пояса, толщина которой составляла 74,7 мм (два слоя STS по 37,3 мм). При этом бортовые отсеки содержались пустыми, топливо и котельная вода хранились в днищевых отсеках. Защита была рассчитана и испытана на противодействие 135 кг взрывчатого вещества типа тринитротолуол, иначе — тротил, что было больше, чем у линкоров предыдущего типа. Это было меньше, чем боевые части новых торпед, так, немецкие торпеды несли боевую часть с 160—195 кг тротила или гексанита, британские 181 кг тротила, японские 130—160 кг шимозы. Испытания показали, что такая система может противостоять взрыву 136 кг (300 фунтов) ТНТ, что соответствует результатам, достигнутым британцами, и чуть хуже немецких. Переборка так же выполняла роль нижнего пояса. Как противоторпедная защита она не выдерживала взрывы стандартных 140—145 кг боевых частей торпед и фактически была бесполезна. После проведения опытов, подобная система подводной защиты признана неудовлетворительной по конструкции из-за того, что камера расширения слишком широка, а 75 мм противоминная переборка не гарантирует от повреждений. Фридман пишет, что конструктивная подводная защита была значительно лучше, чем на предыдущим типе линкоров, считалась лучше британской и французской ПТЗ и приблизительно эквивалентна немецкой.
Определённой слабостью в части конструктивной защиты корпуса от подводных взрывов, в целом удовлетворительной, может быть признана малая глубина двойного дна (0,99 м), при этом бортовые отсеки содержались пустыми, топливо (конструкторы поместили нефтяные цистерны в междудонном пространстве плоского днища) и пресная вода для котлов хранились в днищевых отсеках, что было нехорошо при взрывах подводных зарядов под днищем. Это, в виду создания англичанами в 1918 году первых магнитных донных мин («Синкер» Мк-I(М), заряд тротила 554 кг), немного обесценивало подводную защиту.
Вся защита, в целом, по оценке Манделя, была лучше британской и приблизительно эквивалентна германской.

### Энергетическая установка

#### Главная энергетическая установка
Энергетическая установка кораблей типа была четырёхвальной. По проекту паротурбинные механизмы каждого из кораблей имели общую мощность 31 500 л. с., что должно было обеспечить достижение максимальной скорости хода 21 узел.

#### Электропитание
Электроэнергетическая установка состояла из четырёх турбогенераторов «General Electric» мощностью по 300 кВт. Размещались агрегаты по два в отдельных отсеках впереди и позади котельных отделений.

#### Дальность плавания и скорость хода
Запас нефти составлял 1507 дл. т нормальный, 2305 дл. т полный. При наличии полного запаса и чистого днища дальность плавания составляла 6070 миль на 12 узлах или 2652 на 20-ти.

## Модернизации
В 1919-20 годах линкоры лишились по восемь самых заливаемых противоминных пушек. Орудийные порты были заделаны. Четыре дополнительные 76-мм зенитки разместились на полубаке по сторонам от носовой надстройки. «Пенсильвания» получила их в 1920, «Аризона» в 1923 году.
Мало того, что горизонтальная и противоторпедная защита не отвечали послевоенным требованиям, появился фактор, сделавший большую модернизацию необходимой — накопившаяся перегрузка и сопутствующее ей уменьшение высоты броневого пояса над водой. Дело также усугублялось постоянным желанием выходить в море со сверхпроектным запасом нефти на борту. Осадка превысила проектную более чем на 1 м, а высота пояса над водой составила всего 1,34 м.
Общая сумма, затраченная на модернизацию обоих линкоров типа «Пенсильвания», составила 14,8 млн долларов.
Поверх имеющейся броневой палубы уложили дополнительный слой защитных плит STS толщиной 44,5 мм, доведя таким образом общую толщину броневой палубы до 119 мм.
Общая масса добавленной горизонтальной брони составила 1073 тонны.
Основные работы заключались в усилении противоторпедной защиты. При этом, обширный отсек за двойным бортом был разделен на два: внутреннюю и внешнюю секции. В нём между старой противоторпедной переборкой и внутренней обшивкой двойного борта установили ещё одну продольную переборку толщиной 19,05 мм STS. За старой противоторпедной переборкой, на случай её повреждения, установили новую продольную переборку толщиной 6,35 мм, образовав, таким образом, фильтрационную камеру. Это стало возможным благодаря уменьшению ширины, занимаемой силовой установкой, после её замены. Фильтрационный отсек всегда содержался пустым.
Сама главная противоторпедная переборка осталась без изменений, так как и до того имела солидную толщину 75 мм. Линкоры получили були максимальной шириной по 1,4 м, что меньше, чем на предыдущих кораблях. Разница вызвана тем, что линкоры типа «Пенсильвания» изначально имели большую ширину, а максимальная ширина определялась шириной Панамского канала.
После модернизации общая глубина противоторпедной защиты линкоров на миделе составила 5,795 м, максимальная ширина линкора 32,4 м.
В ходе модернизации увеличили до 30° углы возвышения орудий главного калибра, полностью заменили системы управления огнем; установили приборы и системы, аналогичные тем, что несли линкоры «Большой пятёрки».
После модернизации нормальное водоизмещение корабля составило 34 400 т. Удалось на 70 см уменьшить нормальную осадку линкора — до 8,94 м, а метацентрическая высота уменьшилась до 1,78 м, перестав быть избыточной. Полное водоизмещение возросло до 35 929 т, осадка при полном водоизмещении при этом уменьшилась до 9,2 м — всего на 30 см больше, чем первоначальная.
Боевое водоизмещение корабля, обеспечивающее достаточный запас плавучести и наилучшую диаграмму остойчивости, не должно превышать 35 548 т.
Была улучшена защита от донных мин и торпед с неконтактным взрывателем — сокращение объёма, занимаемого новыми котлами, позволило разместить внутри корпуса на протяжении котельных отделений третье дно. Толщина его обшивки составила 19,05 мм. В днищевых отсеках размещался теперь запас пресной воды для котлов. Были усовершенствована система управления огнём: установлено четыре прибора управления противоминной батарей британского образца.

## Служба
| Название                 | Верфь              | Закладка        | Спуск на воду | Вступление в строй | Судьба                                                                          |
| ------------------------ | ------------------ | --------------- | ------------- | ------------------ | ------------------------------------------------------------------------------- |
| USS Pennsylvania (BB-38) | Newport News       | 27 октября 1913 | 16 марта 1915 | 12 июня 1916       | затоплен 10 февраля 1948 на атолле Кваджалейн                                   |
| USS Arizona (BB-39)      | New York Navy Yard | 16 марта 1914   | 19 июня 1915  | 17 октября 1916    | Потоплен 7 декабря 1941 японской палубной авиацией в ходе налёта на Пёрл-Харбор |

## Оценка проекта
|                                     | «Ривендж»            | «Байерн»                | «Невада»               | «Фусо»               | «Пенсильвания»         |
| Год закладки                        | 1913                 | 1913                    | 1912                   | 1912                 | 1913                   |
| Год ввода в строй                   | 1916                 | 1916                    | 1916                   | 1915                 | 1916                   |
| Стоимость                           |                      | 49 млн марок            |                        |                      |                        |
| Водоизмещение нормальное, т         | 27 885               | 28 448                  | 27 500                 | 30 600               | 31 902                 |
| Полное, т                           | 31 496               | 32 200                  | 28 400                 | 35 900               | 33 088                 |
| Номинальная мощность СУ, л. с.      | 40 000               | 35 000                  | 26 500                 | 40 000               | 31 500                 |
| Скорость, узлы                      | 22                   | 22                      | 20,5                   | 22,5                 | 21                     |
| Дальность, миль (на скорости, узлы) | 5000 (12)            | 5000 (12)               | 5195 (12)              | 8000 (14)            | 8000 (10) 6070 (12)    |
| Бронирование, мм                    |                      |                         |                        |                      |                        |
| Пояс                                | 330                  | 350                     | 343                    | 305                  | 343                    |
| Башни, лоб                          | 330                  | 350                     | 406                    | 305                  | 457                    |
| Барбеты                             | 254                  | 350                     | 330                    | 305—203              | 330                    |
| Рубка                               | 280                  | 350                     | 406                    | 305                  | 406                    |
| Палуба                              | 76-51                | 100—60                  | 62+25                  | 76—67                | 75+25                  |
| Вооружение                          |                      |                         |                        |                      |                        |
| Главный калибр                      | 4×2×381 мм/42        | 4×2×380 мм/45           | 10×356 мм/45           | 6×2×356 мм/45        | 4×3×356 мм/45          |
| Вспомогательный                     | 14×152 мм/45 2×76 мм | 16×150 мм/45 2×88 мм/45 | 21×127 мм/51 4×76,2 мм | 16×152 мм/50 4×76 мм | 22×127 мм/51 4×76,2 мм |
| Торпедное вооружение                | 4×533 мм ТА          | 5×600 мм ТА             | 2×533 мм ТА            | 6×533 мм ТА          | 2×533 мм ТА            |

Работа над ошибками вышла удачной.
Линейные корабли типа «Пенсильвания» получились крепкие мощные, мореходные, хорошо защищённые и послужили прототипом линкоров трёх последующих серий.
| Основные баллистические данные орудий главного калибра            | Основные баллистические данные орудий главного калибра | Основные баллистические данные орудий главного калибра | Основные баллистические данные орудий главного калибра | Основные баллистические данные орудий главного калибра | Основные баллистические данные орудий главного калибра |
| ----------------------------------------------------------------- | ------------------------------------------------------ | ------------------------------------------------------ | ------------------------------------------------------ | ------------------------------------------------------ | ------------------------------------------------------ |
| Образец орудия / установки                                        | 15"/42 Мk I                                            | 38 sm SKC/13 Drh LC/13                                 | 14"/45 Marks I                                         | 356-мм/52 морская пушка                                | 14"/45 Marks 2                                         |
| Страна                                                            | Великобритания                                         | Германия                                               | Великобритания                                         | Россия                                                 | США                                                    |
| Калибр, мм                                                        | 381                                                    | 380                                                    | 356                                                    | 356                                                    | 356                                                    |
| Масса орудия с затвором, кг                                       | 101 685                                                | 76 200                                                 | 86 110                                                 | 83 325                                                 | 64 633                                                 |
| Длина орудия, калибров                                            | 43,36                                                  | 45,0                                                   | 46,26                                                  | 52                                                     | 45,9                                                   |
| Длина канала, калибров                                            | 42,0                                                   | 42,42                                                  | 45,0                                                   | 50,41                                                  | 44,8                                                   |
| Масса заряда, кг                                                  | 196                                                    | 183                                                    | 156                                                    | 203                                                    | 165,6                                                  |
| Масса снаряда, кг                                                 | 871                                                    | 750                                                    | 719                                                    | 747,8                                                  | 635                                                    |
| Начальная скорость, м/с                                           | 731                                                    | 800                                                    | 762                                                    | 732                                                    | 790                                                    |
| Расчётное давление, кг/см²                                        | 3150                                                   | 3150                                                   | 2835                                                   | 2835                                                   | 2835                                                   |
| Живучесть, боевых выстрелов                                       | 335…350                                                | 250…300                                                | 350                                                    | 150                                                    | 150                                                    |
| Масса вращающейся части, т                                        | 874—894                                                | 870                                                    | 671                                                    | ?                                                      | 638                                                    |
| Выстрел за, с                                                     | 30-60                                                  | 26-53                                                  | 30                                                     | 20-30                                                  | 36-48 (48-72)                                          |
| Дальность, каб.                                                   | 121                                                    | 125                                                    | 121                                                    | 126                                                    | 104                                                    |
| Весовая эффективность                                             | 0,79                                                   | 1,04                                                   | 0,76                                                   | 0,83                                                   | 1                                                      |
| Бронепробиваемость снаряда (крупповская сталеникелевая броня), мм |                                                        |                                                        |                                                        |                                                        |                                                        |
| 25 каб. (4630 м)                                                  | 618                                                    | 620                                                    |                                                        |                                                        | 482 (5490 м)                                           |
| 50 каб. (9260 м)                                                  | 480                                                    | 474                                                    |                                                        |                                                        | 403                                                    |
| 75 каб. (13 890 м)                                                | 381                                                    | 372                                                    |                                                        |                                                        | 307                                                    |
| 100 каб. (18 520 м)                                               | 307                                                    | 294                                                    |                                                        |                                                        | 241                                                    |
| 125 каб. (23 150 м)                                               | 248                                                    | 226                                                    |                                                        |                                                        | -                                                      |

Прогресс шёл быстро, и 14"/45 Marks 2 на момент ввода в строй кораблей типа «Нью-Йорк», бывшие мощным главным калибром, были теперь слабыми. Американцы были хорошо защищены от снарядов «Фусо» с любых ракурсов, но их защита оказалась абсолютно недостаточной против 381 мм британских снарядов. Генеральный Совет, ответственный во флоте США за кораблестроительную политику, посчитал что необходим пояс 406 мм с утончением до 229 мм на нижней кромке и 89-мм главная бронепалуба, чтобы обезопасить корабль от 381-мм снарядов в диапазоне дистанций от 50 до 70 кабельтовых (от 9,26 км до 12,9 км) или от 10 000 (49,4 кбт, 9,15 км) до 14 000 ярдов (69,1 кбт, 12,8 км). Будучи крупнейшими в мире по водоизмещению (больше на 2000…3000 т конкурентов), «Пенсильвании» были сильнее японских, но всего лишь равны по силе новейшим немецким и британским линкорам. Следствием тактических доктрин Германии и США стал перекос характеристик для ближнего и дальнего боя: немцы имели возможность поразить американцев в борт, а те, в свою очередь, сверху. На малых дистанциях превосходит «Байерн», на больших «Пенсильвания». Модернизация американских линкоров в конце 20-х-начале 30-х годов позволила резко улучшить многие данные, и в первую очередь, эффективность системы управления огнём и подводной защиты. В ходе модернизации их японских оппонентов основное слабое место — устаревшая схема броневой защиты, устранено не было, что усилило превосходство американских линейных кораблей. Линейные корабли типа «Ривендж», с момента вступления в строй, не проходили кардинальной модернизации и американские системы управления огнём перед Второй мировой войной были значительно более совершенны, и вместо посредственных бронебойных снарядов американцы получили самые лучшие.
Буквально через год-два после ввода в строй концепция линейного корабля-дредноута с 21-23-узловой скоростью устарела, и внимание специалистов сосредоточилось на проектируемых быстроходных линкорах, но до ограничений Вашингтонского договора построить линкоры нового типа успели только японцы: ими стали линейные корабли типа «Нагато».